# Irena Komnena Doukaina
Irena Komnena Dukaina (Ειρήνη Κομνηνή Δούκαινα, Ирина Комнина) bila je bizantska princeza i bugarska carica, treća supruga cara Ivana Asena II.
Njezini su roditelji bili despot Epira Teodor Komnen Duka i njegova žena Marija Petraliphaina.
Irena je bila znana po svojoj ljepoti i u nju se zaljubio car Ivan. Moguće je da mu je bila konkubina prije nego što su se vjenčali, a to se dogodilo 1237. Imali su troje djece: Anu Teodoru, Mariju i Mihaela Asena I.
Moguće je da je Irena dala otrovati svog pastorka, cara Kalimana Asena I.
Irena je postala redovnica Ksenija ili Ksena, ali je prognana iz Bugarske nakon smrti sina te je otišla u Bizant.